# مینگ هائوچان

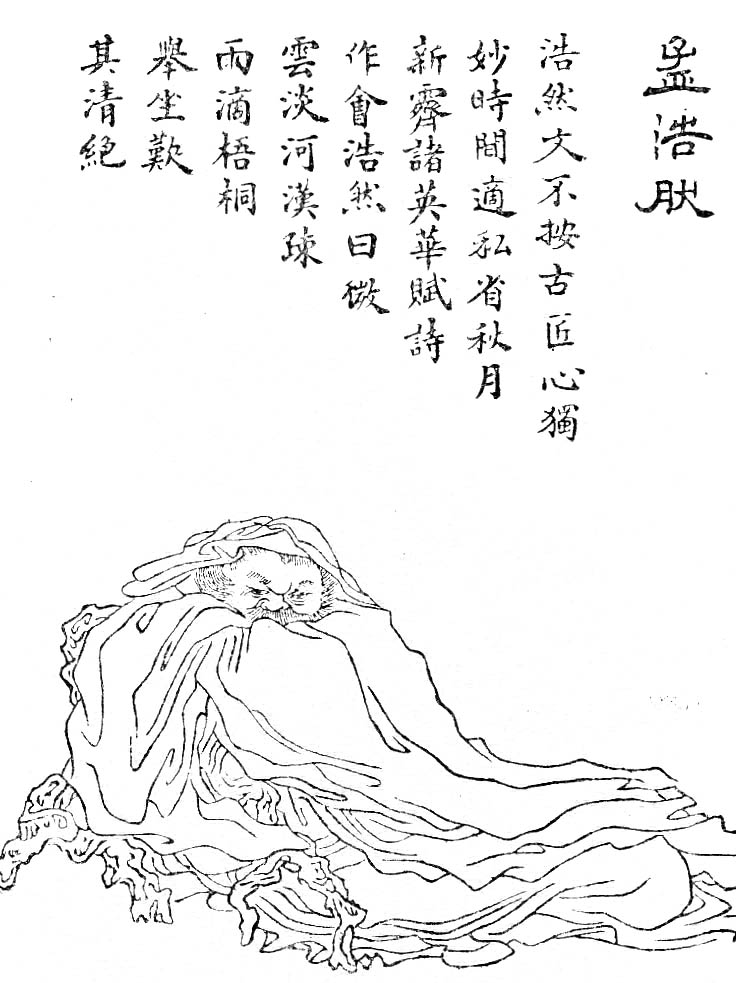
مینگ هائو جان

مینگ هائوچان (چینی: 孟浩然) که از ۶۸۹ تا ۷۴۰ (میلادی) در دوره امپراتوری تانگ می زیست، شاعری چینی بود. بیشتر اشعار او در مورد طبیعت است؛ وی دوست وانگ وی بود.